# Jaskinia Jasna koło Smolenia
Jaskinia Jasna koło Smolenia – schron jaskiniowy (schronisko) w lewych zboczach Doliny Wodącej na wzniesieniu Zegarowych Skał na Wyżynie Częstochowskiej. Pod względem administracyjnym znajduje się w obrębie miejscowości Strzegowa w województwie małopolskim, w powiecie olkuskim, w gminie Wolbrom, ale w pobliżu granicy z miejscowością Smoleń w województwie śląskim, w powiecie zawierciańskim, w gminie Pilica. Nazwano go koło Smolenia, gdyż w Strzegowej jest inna Jaskinia Jasna, dla odróżnienia nosząca nazwę Jaskinia Jasna w Strzegowej. Pod względem geograficznym jest to obszar Wyżyny Ryczowskiej w obrębie Wyżyny Częstochowskiej.

## Opis
Schronisko znajduje się w najdalej na wschód wysuniętej skale wapiennej na samym szczycie wzniesienia. Skała zbudowana jest z wapieni z okresu późnej jury. Schronisko ma trzy otwory: główny północny i dwa północno-zachodnie. Wychodzą one na niewielką, zarastającą chaszczami polankę. Główny otwór jest tak duży, że dawniej był dobrze widoczny od strony zabudowań Smolenia, obecnie jednak przysłaniają go drzewa.
Schronisko ma postać dużej komory o wysokości do 6 m. Przedzielona jest trójramiennym filarem, który dzieli ją na dwie części: wysoką południową i niską północną. W ścianie północnej posiada duże okno skalne.

## Historia poznania i eksploatacji
Schronisko znane jest od bardzo dawna. Jest suche, przestronne i w całości oświetlone światłem słonecznym. Z tego względu często urządzano w nim biwaki. Po raz pierwszy jego plan sporządził Przesmycki w 1908 r. O jaskini wspominają także Stanisław Lencewicz w 1913, Regina Fleszarowa w 1933 i Sosnowski w 1949 r. W 1951 r. jaskinię opisał i powtórnie sporządził jej plan Kazimierz Kowalski. Pomiary jaskini wykonali A. Polonius i S. Kornaś w listopadzie 1991 r.
K. Kowalski na zewnątrz jaskini znalazł krzemienne odłupki. Spotyka się je jeszcze obecnie. We wrześniu 1998 r. prowadzono badania archeologiczne, w czasie których przekopano namulisko na głębokość 1 m. Stwierdzono, że namulisko było nienaruszone. Znaleziono w nim skamieniałe kości zwierzęce i nieliczne narzędzia krzemienne, a w najwyższej warstwie i na powierzchni wymieszany materiał pochodzący z okresu od paleolitu do średniowiecza. Przypuszcza się, że jaskinię okresowo zamieszkiwali ludzie już w epoce górnego paleolitu (około 40 000 lat temu).

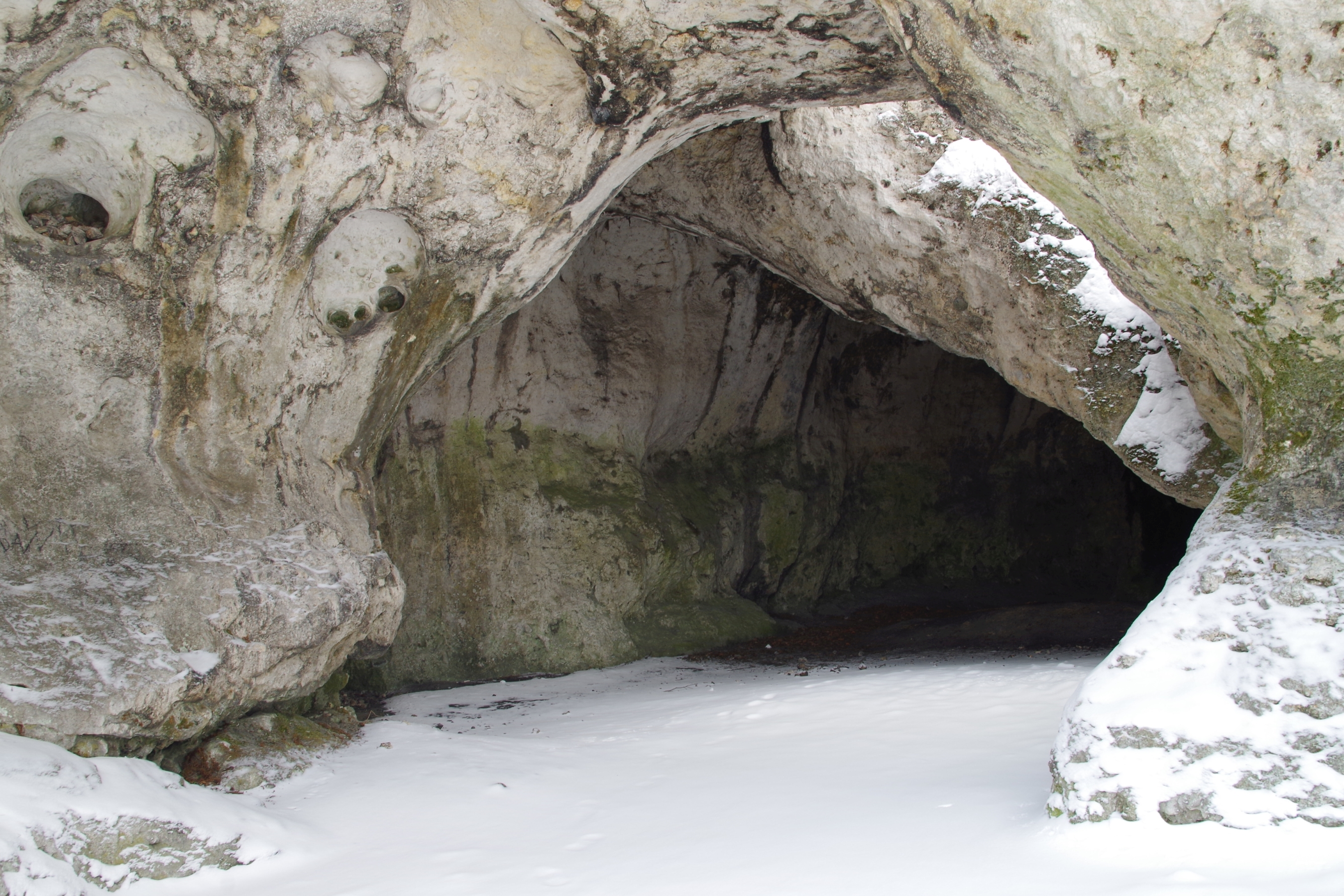
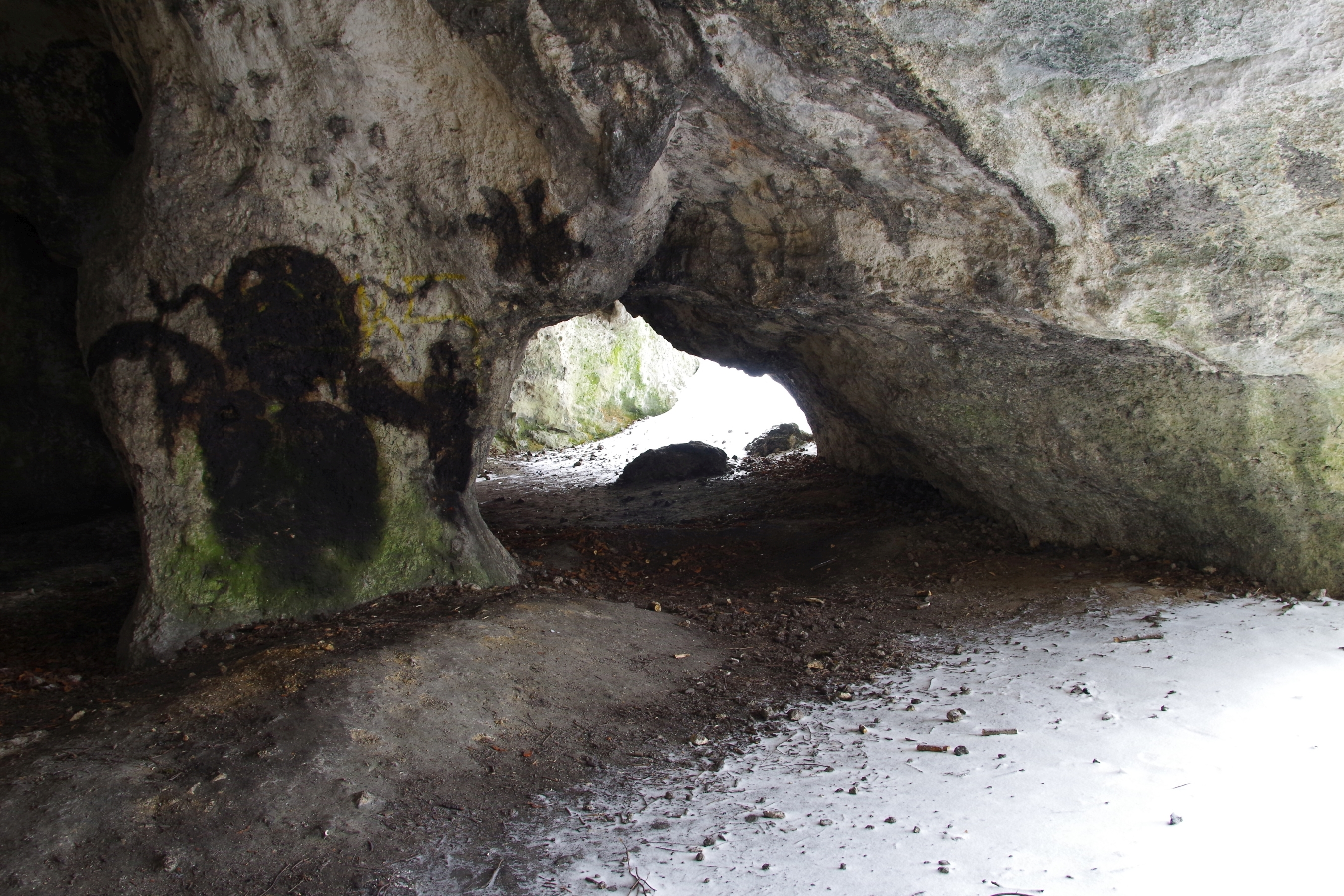
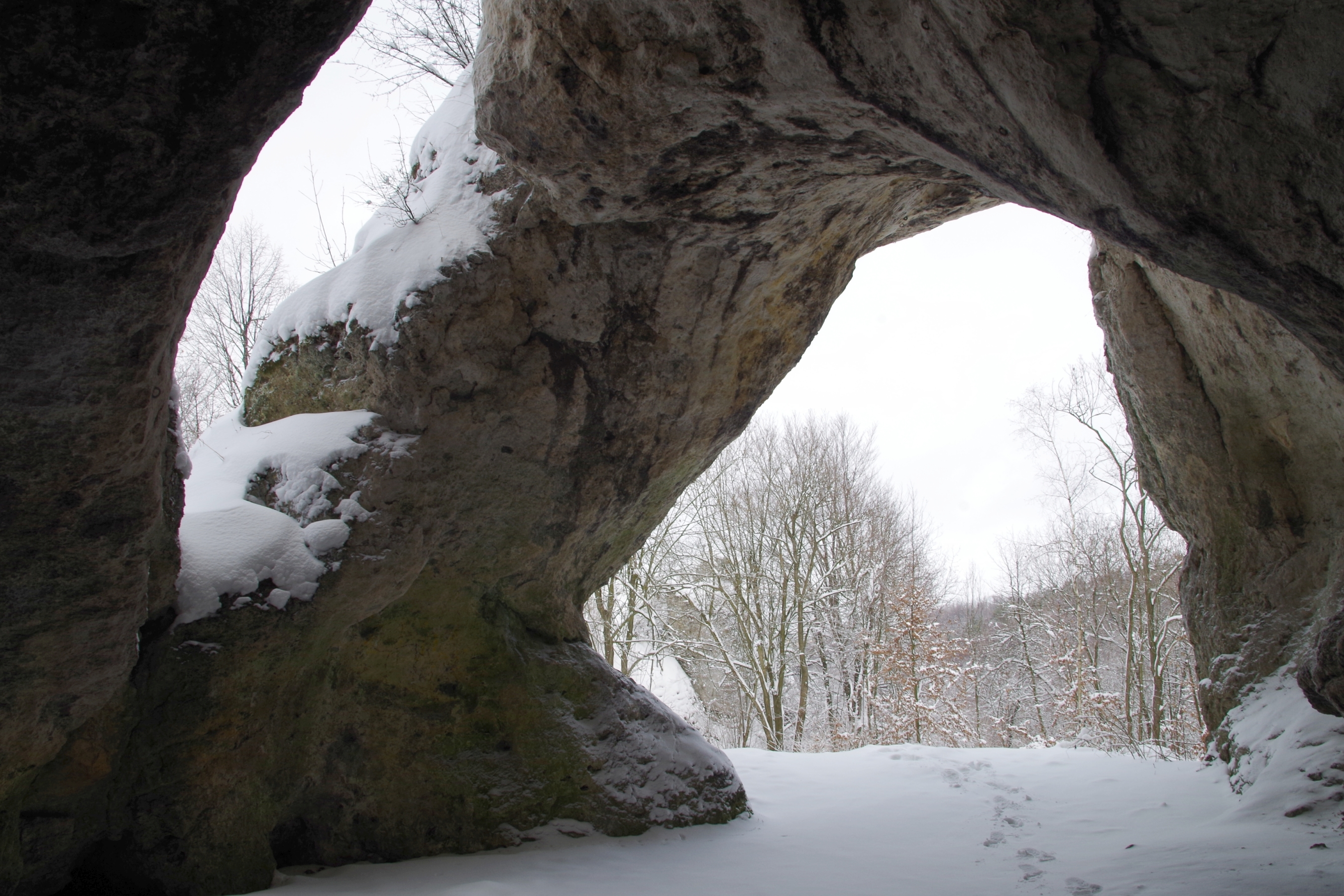
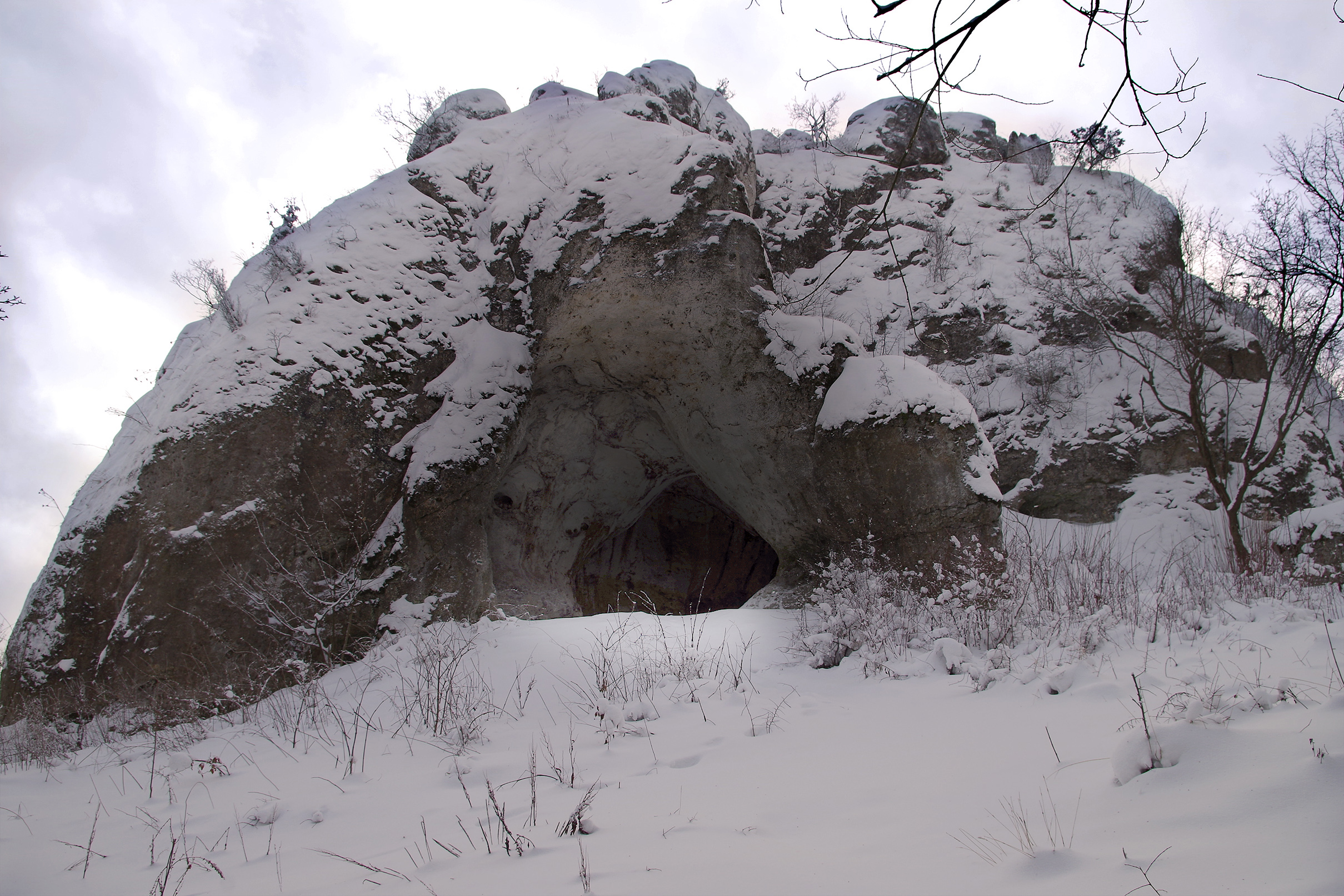

## Wspinaczka skalna
Skała, w której znajduje się jaskinia, jest obiektem wspinaczki skalnej. Ma wysokość do 12 m, jest połoga, pionowa lub przewieszona, są w niej filary i zacięcia. Jest na niej 17 dróg wspinaczkowych o trudności IV+ – Vi.7 w skali Kurtyki oraz 3 projekty. Mają wystawę północno-zachodnią, północną, północno-wschodnią, wschodnią i południowo-wschodnią. Drogi wspinaczkowe znajdują się na ścianach jaskini i jej stropie, oraz na wschodniej ścianie skały. Większość dróg (oprócz projektowanych) ma zamontowane stałe punkty asekuracyjne: ringi (r), stanowisko zjazdowe (st), ring zjazdowy (rz) lub dwa ringi zjazdowe (drz). 

Jaskinia Jasna I
1. Wszystko jasne; VI.1, 12 m
2. Jasne cztery; IV+, 12 m
3. Jasne pięć; V, 12 m
4. Jasne sześć; VI, 12 m
5. Szuflandia; 5r + st, VI.5+, 12 m
6. Bariera wdzięku; 6r + st, VI.6+, 14 m
7. Skazani na szaszłyk; 7r + st, VI.7, 14 m
8. Megawat; 5r + st, VI.5+/6, 12 m
9. Orła cień; 4r + st, VI.5, 12 m
10. Przepióreczka; 3r + st, VI.2+, 12 m

Jaskinia Jasna II
1. Kontrbractwo; 7r, VI.3+, 12 m
2. Bariera wdzięku; 3r, VI.6+, 14 m
3. Projekt; 7r, 12 m
4. Projekt; 1r + 1s, 9 m
5. Preludium; 3r + drz, VI.1, 8 m

Jaskinia Jasna III
1. Headquater; 4r + rz, VI.5, 11 m
2. Bractwo jaskiniowe; 5r, VI.3, 12 m

Jaskinia Jasna, wschodnia ściana
1. Projekt; 3r + st, 10 m
2. Azja Tuchajbejowicz; 4r + st, VI.1, 10 m
3. Projekt; 3r + st, 10 m[5].

W Zegarowych Skałach znajdują się jeszcze inne jaskinie: Schronisko za Majdanem, Schronisko Południowe, Schronisko w Cysternie, Schronisko w Zegarowych Skałach Pierwsze, Schronisko w Zegarowych Skałach Drugie, Dziura w Ścianie, Zegar.